# أندي دان
أندي دان (بالإنجليزية: Andy Dunn) هو شخصية أعمال أمريكي، ولد في 20 فبراير 1979.